# L'Hereu Riera
|  | Per a altres significats, vegeu «L'hereu Riera (Víctor Mora)». |

L'Hereu Riera és una cançó tradicional arreu dels Països Catalans de la qual trobem diferents versions, a les Illes Balears, al País Valencià i al Principat. Existeix una versió recollida a Osona recollida pel GRF d'Osona a la mateixa comarca, molt semblant a la melodia valenciana. És al Principat on sembla que la lletra s'ha adaptat a una melodia de dansa ternària com a recurs mnemotècnic, havent d'afegir una tornada no textual taratlejada per a quadrar síl·labes amb la melodia.
La cançó va unida a una llegenda originada, segons s'explica, a la localitat de Caldes de Malavella, a la comarca de La Selva.

## La llegenda
A la població de Caldes de Malavella se celebra, des de fa molts segles, una festa dedicada a Sant Maurici. Aquesta diada se celebra a l'ermita de Sant Maurici que està situada a pocs quilòmetres de la localitat, el 22 de setembre.
Segons explica la llegenda, l'Hereu Riera, fill d'una de les famílies rurals més riques de l'Empordà, situada a la població de Llançà (Alt Empordà), anà a les festes de Sant Maurici de Caldes de Malavella. Mentre dansava amb dues donzelles, va rebre la notícia que la seva promesa, na Cecília, patia una greu malaltia. Ell abandonà la festa i marxà de nou cap a Llançà per visitar-la. Arribat a la seva cambra resà davant la imatge del Sant Crist que allà hi havia. Diu la llegenda que Déu l'escoltà i guarí la noia. L'Hereu Riera, emocionat i agraït, despenjà la imatge del Sant Crist i feu, damunt la creu, una gran dansa d'alegria.
La llegenda recopilada al Principat afirma que Déu guarí la promesa de l'Hereu Riera, però no succeeix de la mateixa manera en les versions que es canten al País Valencià i a les Illes Balears, on la promesa, na Cecília, acaba morint.

## La dansa
Els aspirants ballaven damunt i entorn d'un vas de vi, obligadament negre, dels més alts que trobaven, per damunt del qual entravessaven dos bastons en forma de creu ben rústics i nuosos que fessin de ben mal sostenir-se, el fadrí havia de ballar per damunt dels quatre angles de la creu amb gran lleugeresa i enginy per tal de no fer caure els bastons, per llur primparada estabilitat, podien ben tombar-se, també per efecte del vent aixecat en ballar. Si el ball sortia bé, en acabar el fadrí es bevia el vi i restava com l'heroi de la festa. Si l'esgarrava sortia a repetir-lo un altre minyó que restava l'amo de la bulla si treia el ball.
Es balla entre els braços d'una creu formada per dos bastons.
- Tota la primera part de la melodia es balla fora de la creu. Cada vegada que es repeteix ho podem fer amb un punt diferent (galop, ball pla o quadrilla).
- En el segon motiu melòdic ens situem damunt mateix de la creu, i de manera alternada posant ara un peu, ara un altre, entre els quatre angles de la creu.
- En acabar la tonada i repetir altra vegada el tema musical ens tornem a situar davant de la creu, però fora del seu damunt i al braç immediatament esquerra i torna a fer com a iniciar el ball, evolucionant tot el primer motiu melòdic fora de la creu i el segon pel seu damunt, del tot igual com ha fet la primera vegada, per bé que situat de front a un altre dels braços de la creu.- El ball es fa quatre vegades igual, encarat cada una d'un dels quatre braços de la creu.

## Les lletres

### Versió de Catalunya
Versió extreta del Costumari de Joan Amades:
Per a Sant Antoni, grans balles hi ha.

Per a Sant Maurici, tot el poble hi va.

Tra la-ra-la, tra-la-ra-la, tra la-ra-la-là.

N'hi van tres donzelles, són de l'Empordà, 

l'una diu a l'altra: -I a tu, qui et traurà?

Tra la-ra-la...

Anem donzelletes, anem a ballar,

que l'Hereu Riera ens hi farà entrar.

La primera dansa la'n treu a ballar,

la segona dansa la nova arribà.

Tra la-ra-la...

Perdonin senyores que me n'haig d'anar, 

que la meva amada a la mort n'està.

-Déu vos guard, Maria, Maria, com va? 

-Per a mi, Riera, molt malament va.

Tra la-ra-la...

Se'n gira d'esquena, a l'església se'n va.

Davant d'un Sant Cristo se'n va agenollar.

-Senyor, que m'ajudi si em vol ajudar, 

que em torni l'amada que a la mort n'està.

Al cap dels nou dies Maria es llevà, 

a les tres setmanes es varen casar.

### Versió del País Valencià
Versió extreta del Punt de Trobada I.
A la plaça nova hi havia un ball,

Ahí va Riera, ahí va a ballar,

Riera no balles, Riera no balles que no pots ballar (bis)

que a la teua nòvia van a combregar.

Entra ca Cecília, - Cecília com va,

- Malament Riera, malament, Riera, malament me va (bis)

- No plores Riera, que no pots plorar,

Tinc una germana i te’n pots casar.

- Jo no vull germanes, jo no vull germanes ni tampoc germans (bis)

Que amb tu que em casava no m'hi puc casar.

- Lo que em regalares a la caixa està,

Orellals i agulles, anells i collars.

Fins al cementeri, fins al cementeri la va acompanyar,

I al deixar-la en terra ell la va besar.

### Versió de les Illes Balears
Versió de na Cecília interpretada per Cris Juanico a Memòria.
Entrant dins es poble sent un combregar

A ca na Cecília, jo l'he vist entrar.

-Bona nit senyores vulguin dispensar

Que és sa meva núvia que han de combregar

Entrant dins sa cambra Cecília com va

-Malament riera, malament me va

-No ploris riera que no has de plorar,

tenc una germana, t'hi podràs casar.

-No estic per germanes ni per cap germà,

que és amb tu Cecília, que me vull casar.

-Fes venir un confés que me vull confessar

I amb tres parauletes Cecília expirà.

La treu de ca seva i al dur-la enterrar,

se tirà allà en terra i la va besar.

-Adiós ma Cecília ja no em puc casar,

Adiós ma Cecília ja no em puc casar.

## Altres intèrprets
- Maria del Carme Girau (Nova Cançó)
- Al Tall (música tradicional del País Valencià)
- Ball de bastons de Montblanc ballen al so d'aquesta peça (versió del Principat)
- Pep Gimeno "Botifarra" amb Bárbara López (Malfalda) (Versió en directe)